# 井の頭
井の頭（いのかしら）は、東京都三鷹市の地名。現行行政地名は井の頭一丁目から井の頭五丁目。住居表示施行地域である。郵便番号は181-0001。

## 地理
三鷹市の北部に位置し、北を玉川上水、南を神田川に挟まれた町域を有する。井の頭恩賜公園の一部が地域内にある以外は、住宅街で占められており、商業施設・飲食店等は井の頭公園駅・三鷹台駅付近に点在するのみである。井の頭公園周辺は、吉祥寺駅に近く、同駅周辺の商店街との結びつきが強く見られる。
井の頭恩賜公園は三鷹市と武蔵野市に跨り、2市での合併もかつて議論されたが、1955年の三鷹市議会の反対決議で流れたという経緯がある。
東から時計回りに、杉並区久我山、三鷹市牟礼、下連雀、武蔵野市吉祥寺南町、御殿山と接している。
一丁目及び二丁目の地下で東京外環自動車道が建設中となっている。

### 地価
住宅地の地価は、2025年（令和7年）1月1日の公示地価によれば、井の頭3-25-5の地点で71万0000円/m2となっている。

## 歴史
井の頭の池を中心に古くから集落の形成が見られ、江戸時代は鷹狩場もあった（詳細は井の頭公園#歴史も参照）。その後、三鷹市に編入されて現在に至る。

### 由来
1965年（昭和40年）2月1日にそれまでの牟礼から独立し、井の頭として住居表示を実施。井の頭の名は徳川家光が鷹狩りに訪れ、湧水がほとばしるように出ているのを見て、「井の頭」と命名したとされている。神田川の源泉であり江戸市民の行楽地として親しまれてきた井の頭池の歴史にちなんでいる。

### 沿革
- 1965年（昭和40年）2月1日　住居表示施行。三鷹市井の頭一丁目～五丁目となる。

## 世帯数と人口
2025年（令和7年）1月1日現在の世帯数と人口は以下の通りである。
| 丁目         | 世帯数    | 人口     |
| ------------ | --------- | -------- |
| 井の頭一丁目 | 2,809世帯 | 4,832人  |
| 井の頭二丁目 | 2,081世帯 | 3,406人  |
| 井の頭三丁目 | 1,292世帯 | 2,356人  |
| 井の頭四丁目 | 1,171世帯 | 2,122人  |
| 井の頭五丁目 | 1,719世帯 | 3,248人  |
| 計           | 9,072世帯 | 15,964人 |

## 小・中学校の学区
市立小・中学校に通う場合、学区は以下の通りとなる
| 丁目         | 番地 | 小学校             | 中学校             |
| ------------ | ---- | ------------------ | ------------------ |
| 井の頭一丁目 | 全域 | 三鷹市立第五小学校 | 三鷹市立第三中学校 |
| 井の頭二丁目 | 全域 | 三鷹市立第五小学校 | 三鷹市立第三中学校 |
| 井の頭三丁目 | 全域 | 三鷹市立第五小学校 | 三鷹市立第三中学校 |
| 井の頭四丁目 | 全域 | 三鷹市立第五小学校 | 三鷹市立第三中学校 |
| 井の頭五丁目 | 全域 | 三鷹市立第五小学校 | 三鷹市立第三中学校 |

## 交通

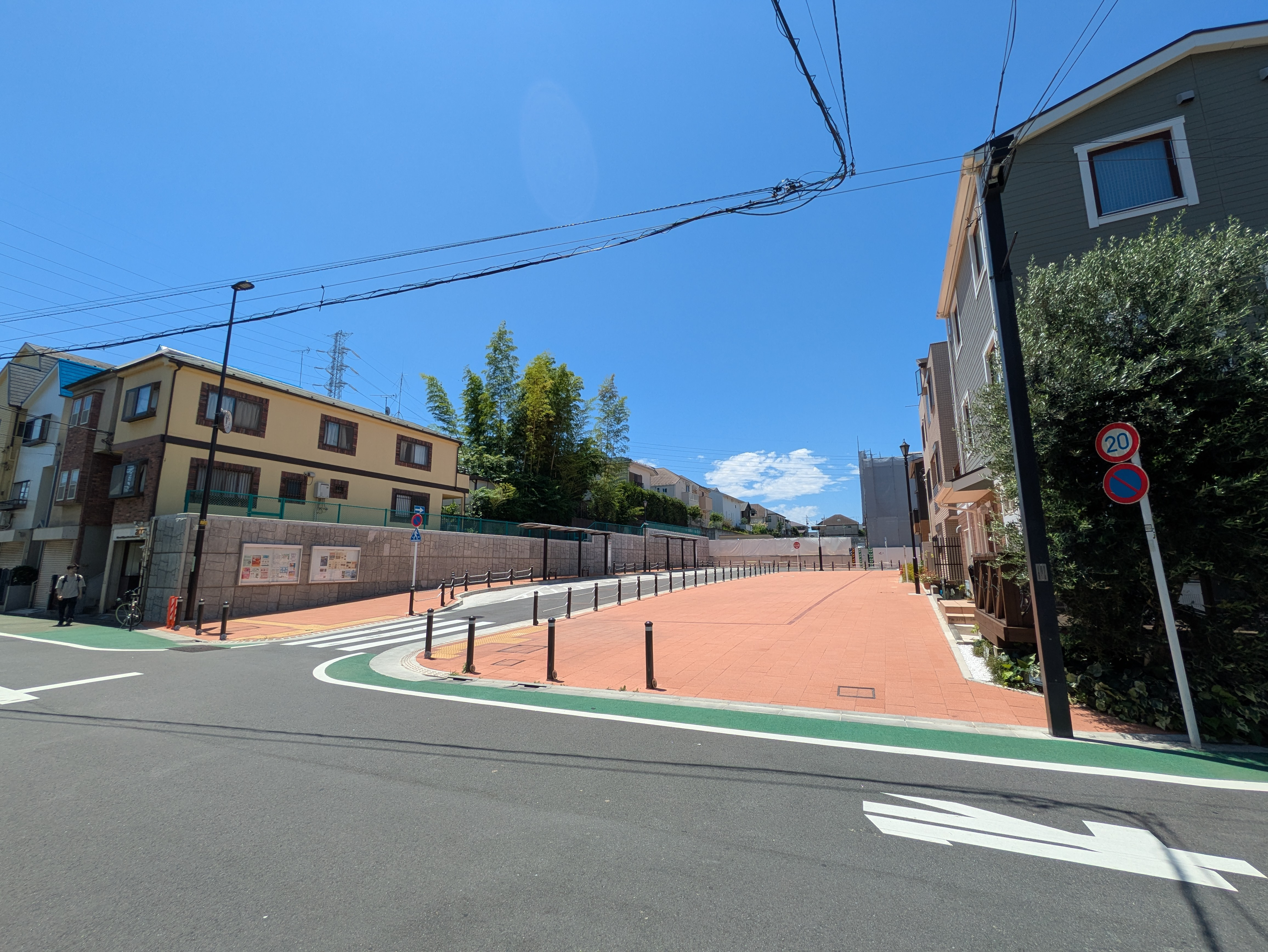
三鷹台駅南口バス停（2025年6月）

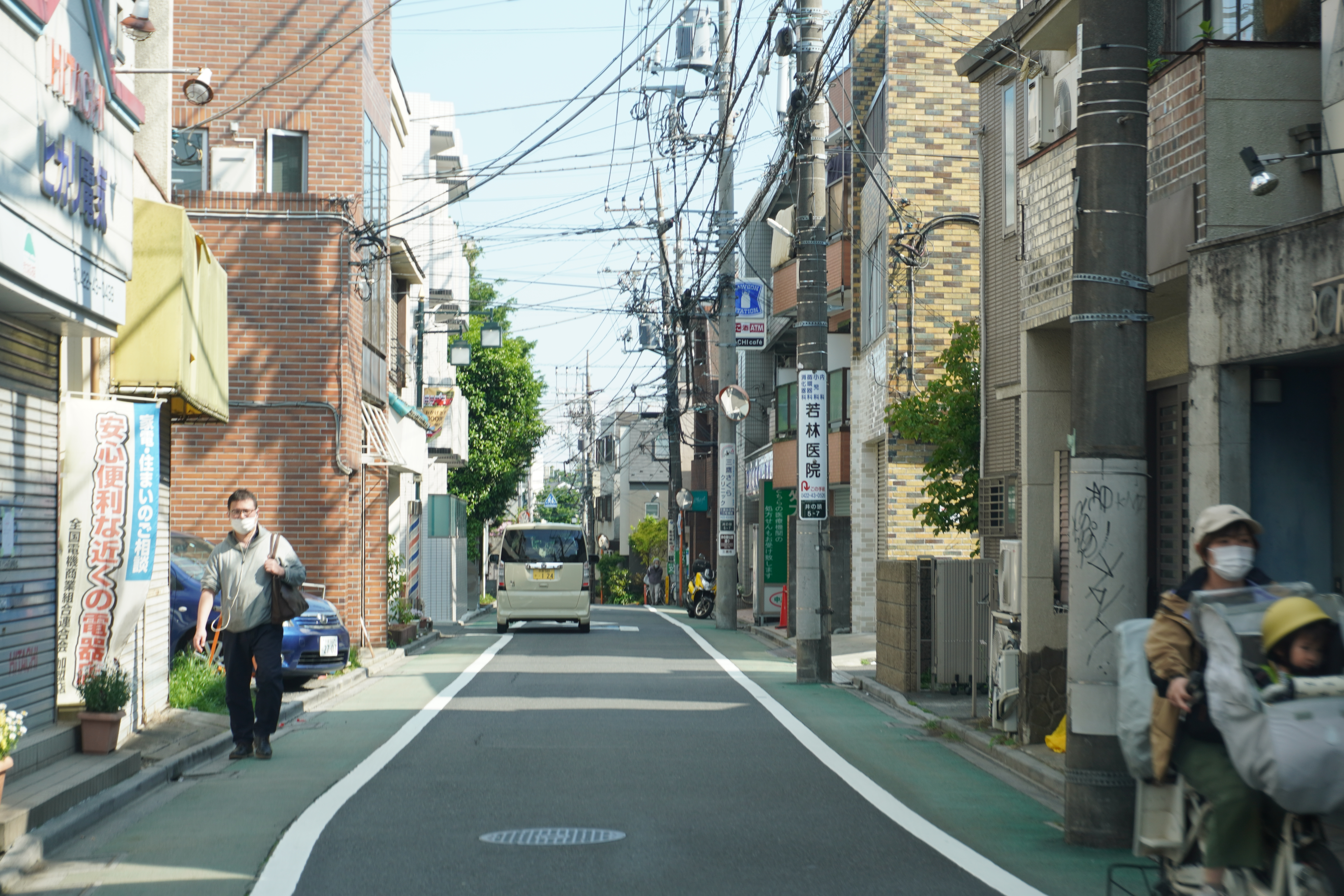
井の頭公園通り

### 鉄道
| 街区内の駅                                                        |
| ----------------------------------------------------------------- |
| 京王井の頭線 - 井の頭公園駅(IN 16) 京王井の頭線 - 三鷹台駅(IN 15) |

### バス
隘路で占められているため、町域内に設置されているバス停は以下の2つのみである。いずれの路線も小田急バスによる運行。
- 明星学園前 - 明星学園小学校南側のバス折返場内に停車。
  - 吉11（吉祥寺駅行き）
  - みたかシティバス 明星学園ルート（三鷹駅行き）
- 三鷹台駅前 - 駅南側の交通広場内に停車。
  - 仙01 （牟礼コミュニティセンター経由・仙川駅行き）

### デマンド交通
三鷹市により井の頭地区デマンド交通「井のバス」が運行されており、三鷹台駅前を始めとする町内の55カ所に乗降スポットが設定されている。

### 道路
- 東京外環自動車道（建設中）
- 井の頭公園駅通り
- 井の頭公園通り

## 施設
- 三鷹市立第五小学校（井の頭2-34-21）
- 明星学園小学校（井の頭5-7-7）
- 三鷹井の頭郵便局（井の頭5-3-29）
- 井の頭コミュニティ・センター（井の頭2-32-30 ほか）
- 井の頭恩賜公園（一部）